# いわて生活協同組合
いわて生活協同組合（いわてせいかつきょうどうくみあい）とは、岩手県内にある生協である。1990年、岩手県内の6つの生協が合併して発足した。本部は滝沢市。

## 組合概要
2023年3月20日現在
- 組合員数 - 27万9,744人
- 出資金 - 106億4,662万円

## 店舗一覧
盛岡市
- コープ高松
- ベルフまつぞの
- ベルフ山岸
- ベルフ仙北
- ベルフ青山
- ベルフ向中野

滝沢市
- ベルフ牧野林

宮古市
- マリンコープDORA - みやこ映画生活協同組合の映画館が2階に併設されていた。
- ベルフ西町
- コープ西が丘
- コープチェリオ - 岩手県立宮古病院の売店。サービスセンター内に設置されている。
- ベルフ魚菜市場

奥州市
- コープAterui（アテルイ）

一関市
- コープ一関COLZA（コルザ）

八幡平市
- ベルフ八幡平

花巻市
- コープOWL(あうる)

北上市
- ベルフ北上 - 2018年4月27日開店。さくら野百貨店北上店1階・食料品売り場の改装時に生鮮・一般食品及びベーカリー部門として入居。

## 葬儀会館『SERIO』(セリオ)
- セリオホール中野
- セリオホールみたけ
- セリオホール緑ヶ丘
- セリオホール牧野林
- セリオホール宮古
- セリオホール釜石
- セリオホール磯鶏

## 名称について
- ベルフの名の由来は『Beautiful Life With Fresh Food.』である。
- セリオの名の由来はスペイン語で「まごころを込めて」という意味である[2]。

## 共同購入
商品を宅配する事業。地区ごとに班を結成して宅配するのが基本だが、有料で個人宅への宅配も行っている。灯油の宅配事業も行っており、毎秋発表される灯油の販売価格は県内の各マスコミで報道され、県内に於ける灯油価格のベンチマークとされる。
いわて生協のスーパーマーケット店舗は盛岡以南の内陸部と宮古市に限られているが、共同購入事業のみを行う拠点は県北部（二戸市、久慈市）や沿岸部（釜石市、大船渡市）にも設けられている。